# Amatlain Kabua

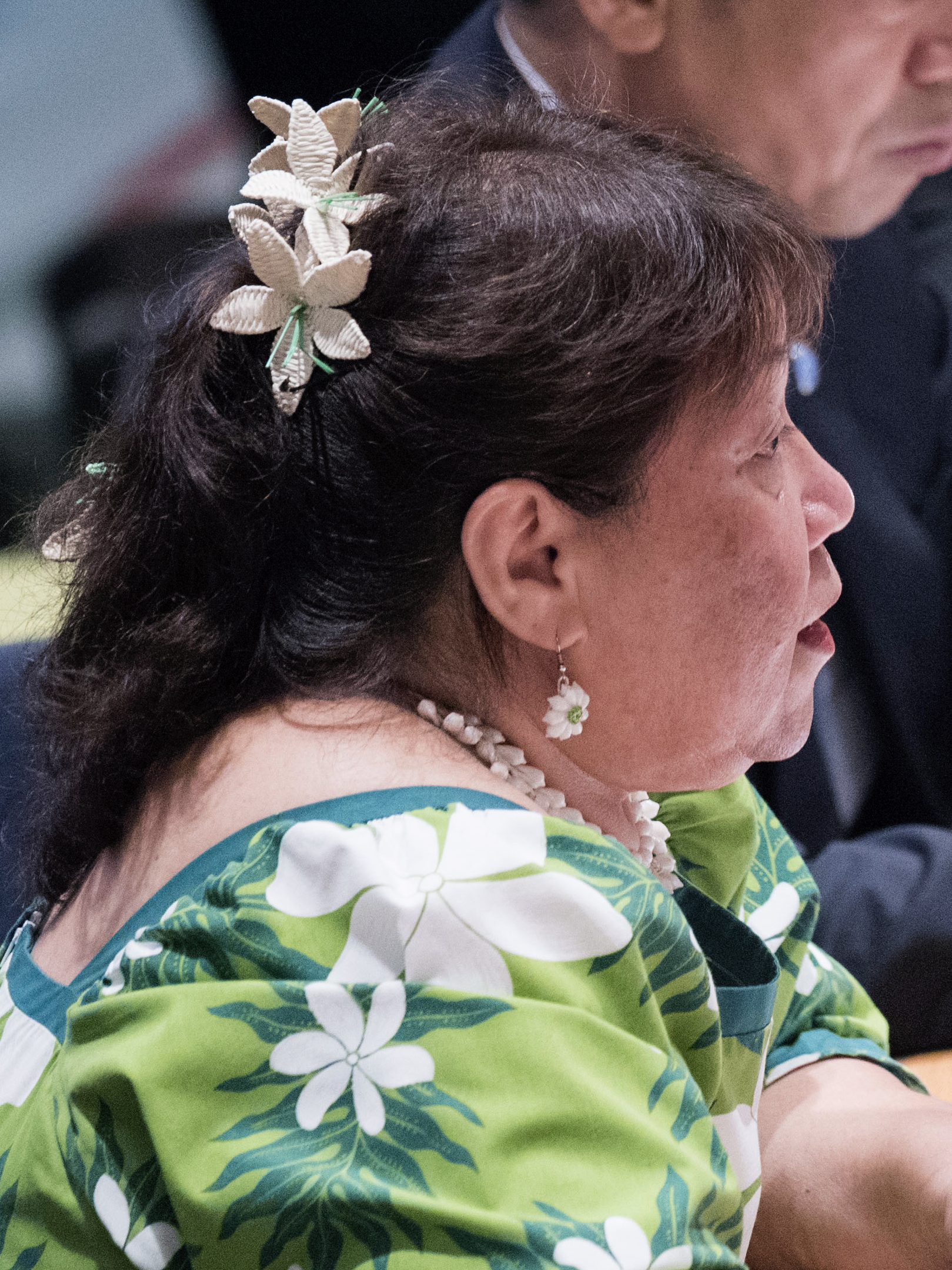
Amatlain Elizabeth Kabua

Amatlain Elizabeth Kabua (geb. 15. August 1953 Majuro, Marshallinseln) ist eine Lehrerin, Politikerin und Botschafterin der Marshallinseln. Sie ist die Permanent Representative der Marshallinseln bei den Vereinten Nationen. Kabua erhielt ihre Ausbildung an der Saint Francis High School, Honolulu, an der Mount Caramel High School in Saipan, Nördliche Marianen, und an der Chaminade University of Honolulu. Bevor sie ihren Posten bei der UN antrat, war sie Lehrerin an der Garapan Elementary School in Saipan (1978–1980), dann Mayor (Bürgermeisterin) des Majuro Atoll Local Government (1986 und 1997), sowie Botschafterin in Japan (1997 und 2003), und zuletzt Botschafterin in Fidschi seit 2009.